# Hatkoy

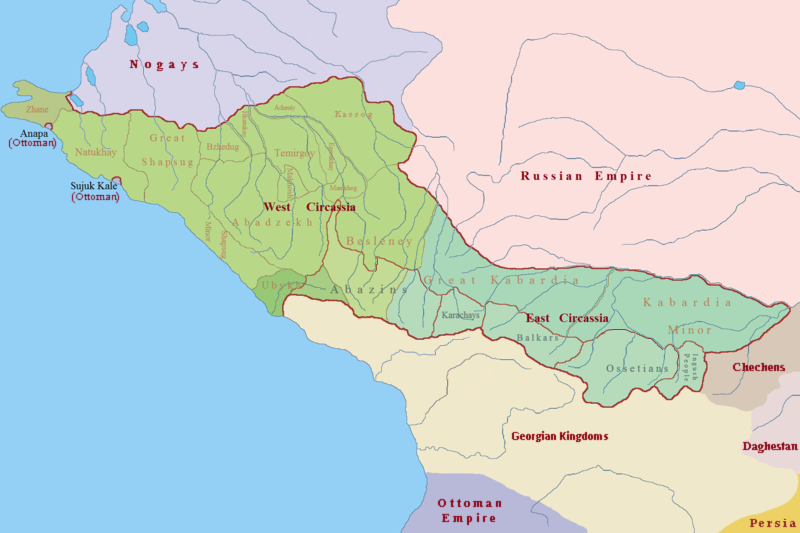
Historische Siedlungsgebiete der Tscherkessenstämme 1750 und verbündeter Sprachgruppen (dicker abgegrenzt). Siedlungsgebiet der Hatkuajer: sehr kleiner vertikaler Schriftzug im Norden.

Die Hatkoy (russisch Гатукаи, Gatukai) oder Hatkuajer sind ein Stamm der Tscherkessen. Die Hatkoy siedelten am Kuban im Nordkaukasus. Nach dem Ende der russisch-kaukasischen Kriege wurden sie im 19. Jahrhundert mit anderen tscherkessischen Stämmen in das Osmanische Reich vertrieben. Heute leben ca. 5.000 Hatkoy in der Türkei, ca. 200 in Syrien, ca. 200 in Deutschland. Die Hatkoy waren für ihre Kriegskunst bekannt und dienten im Osmanischen Reich vornehmlich in der Armee.

## Bekannte Hatkoy
- Ömer Seyfettin, türkischer Schriftsteller (1884–1920)